# Carex jonesii
Carex jonesii är en halvgräsart som beskrevs av Liberty Hyde Bailey. Carex jonesii ingår i släktet starrar, och familjen halvgräs. Inga underarter finns listade i Catalogue of Life.